# Eurynome (djur)
Eurynome är ett släkte av kräftdjur som beskrevs av Leach 1814. Eurynome ingår i familjen maskeringskrabbor.
Kladogram enligt Catalogue of Life och Dyntaxa:
| Eurynome | \| \| Eurynome aspera \| \| \| \| \| \| Eurynome spinosa \| \| \| \| |
|          | \| \| Eurynome aspera \| \| \| \| \| \| Eurynome spinosa \| \| \| \| |
|          | Cyclax                                                               |
|          |                                                                      |
|          | Hyas                                                                 |
|          |                                                                      |
|          | Jacquinotia                                                          |
|          |                                                                      |
|          | Leptomithrax                                                         |
|          |                                                                      |
|          | Lissa                                                                |
|          |                                                                      |
|          | Macropodia                                                           |
|          |                                                                      |
|          | Maia                                                                 |
|          |                                                                      |
|          | Maja                                                                 |
|          |                                                                      |
|          | Naxia                                                                |
|          |                                                                      |
|          | Notomithrax                                                          |
|          |                                                                      |
|          | Schizophroida                                                        |
|          |                                                                      |
|          | Schizophrys                                                          |
|          |                                                                      |
|          | Shizophroida                                                         |
|          |                                                                      |
|          | Teratomaia                                                           |
|          |                                                                      |
|          | Thacanophrys                                                         |
|          |                                                                      |
|          | Thacanophyrys                                                        |
|          |                                                                      |
|          | Eurynome aspera                                                      |
|          |                                                                      |
|          | Eurynome spinosa                                                     |
|          |                                                                      |

|  | Eurynome aspera  |
|  |                  |
|  | Eurynome spinosa |
|  |                  |

## Bildgalleri

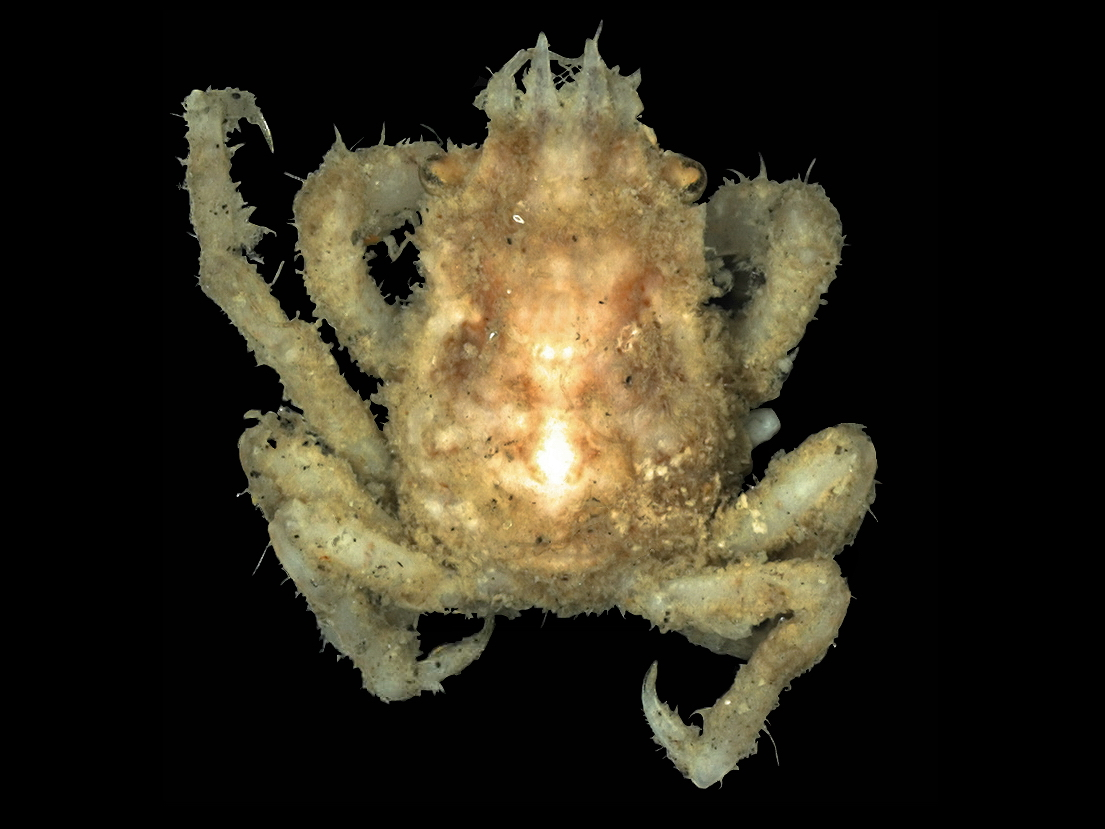